# Elyse Knox
Elyse Knox, egentlig Elsie Lillian Kornbrath (født 14. december 1917, død 16. februar 2012) var en amerikansk skuespillerinde og tidligere model. Hun var mor til blandt andet skuespilleren Mark Harmon.

## Filmografi
| År   | Titel                                       | Rolle                    |
| ---- | ------------------------------------------- | ------------------------ |
| 1937 | Wake Up and Live                            | Nurse                    |
| 1940 | Lillian Russell                             | Lillian Russell's Sister |
| 1940 | Youth Will Be Served                        | Pamela                   |
| 1940 | Yesterday's Heroes                          | Undetermined role        |
| 1940 | Girl from Avenue A                          | Angela                   |
| 1940 | Girl in 313                                 | Judith Wilson            |
| 1940 | Star Dust                                   | Girl                     |
| 1940 | Free, Blonde and 21                         | Marjorie                 |
| 1941 | Miss Polly                                  | Barbara Snodgrass        |
| 1941 | All-American Co-Ed                          | Co-ed                    |
| 1941 | Tanks a Million                             | Jeannie                  |
| 1941 | Sheriff of Tombstone                        | Mary Carson              |
| 1941 | Footlight Fever                             | Eileen Drake             |
| 1942 | Arabian Nights                              | Duenna                   |
| 1942 | The Mummy's Tomb                            | Isobel Evans             |
| 1942 | Top Sergeant                                | Helen Gray               |
| 1942 | Hay Foot                                    | Betty Barkley            |
| 1943 | Hi'ya, Sailor                               | Pat Rogers               |
| 1943 | So's Your Uncle                             | Patricia Williams        |
| 1943 | Hit the Ice                                 | Nurse Peggy Osborne      |
| 1943 | Mister Big                                  | Alice Taswell            |
| 1943 | Keep 'Em Slugging                           | Suzanne                  |
| 1943 | Don Winslow of the Coast Guard              | Mercedes Colby           |
| 1944 | Army Wives                                  | Jerry Van Dyke           |
| 1944 | A Wave, a WAC and a Marine                  | Marian                   |
| 1944 | Moonlight and Cactus                        | Louise Ferguson          |
| 1944 | Follow the Boys                             | Herself                  |
| 1946 | Sweetheart of Sigma Chi                     | Betty Allen              |
| 1946 | Gentleman Joe Palooka                       | Anne Howe                |
| 1946 | Joe Palooka, Champ                          | Anne Howe                |
| 1947 | Linda Be Good                               | Linda Prentiss           |
| 1947 | Joe Palooka in the Knockout                 | Anne Howe                |
| 1947 | Black Gold                                  | Ruth Frazer              |
| 1948 | Joe Palooka in Winner Take All              | Anne Howe                |
| 1948 | I Wouldn't Be in Your Shoes                 | Ann Quinn                |
| 1948 | Joe Palooka in Fighting Mad                 | Anne Howe                |
| 1949 | There's a Girl in My Heart                  | Claire Adamson           |
| 1949 | Joe Palooka in the Counterpunch             | Anne Howe                |
| 1949 | Forgotten Women                             | Kate Allison             |
| 1953 | I Was a Burlesque Queen                     | Linda Prentiss           |
| 1999 | Mummy Dearest: A Horror Tradition Unearthed | Isobel Evans             |